# Salomon von Otter (1693–1745)
Salomon von Otter, född 1 maj 1693 i Karlskrona, död 14 oktober 1745 i Stockholm, var en svensk ämbetsman och politiker. Han var son till Salomon von Otter (1647–1732) samt farbror till Salomon von Otter (1733–1781) och Sebastian von Otter. Han gifte sig med Catharina Tham (1711–1748).
Efter sex års studier i Uppsala inskrevs von Otter 1714 som extra ordinarie kanslist i Kanslikollegium samt fick kort därefter åtfölja hessiska generallöjtnanten Rank till Tyskland. Här stannade han någon tid i Stralsund, vilken stad då stod under häftig belägring, och brukades av kungen i flera förtroendevärv. Vid sin hemkomst upptogs han av Georg Heinrich von Görtz 1716 i den s.k. upphandlingskommissionen men entledigades åter efter Görtz fall. Under åren 1719–22 vistades han dels i Tyskland, dels i Frankrike och återtog efter återkomsten sin tjänst i kansliet. 
Åren 1723–30 tjänstgjorde von Otter såsom legationssekreterare i Haag under diplomaten Joakim Preis men begärde och erhöll sistnämnda år tillåtelse att återvända till Sverige och deltog i 1731 års riksdagsförhandlingar samt utsågs till riddarhussekreterare, blev 1741 kansliråd och 1744 riddarhusdirektör. Vid 1742–43 års riksdag hade von Otter, som var en moderat företrädare för mösspartiet, plats i Sekreta utskottet. Han blev ledamot av Vetenskapsakademien 1740 och ökade dess fond med en betydande penningsumma och lade därigenom grunden till de årligen hållna offentliga föreläsningar, vilka efter hans svärfar Sebastian Tham, fick namnet "Thamiska".